# Audi Typ E
La Typ E è un'autovettura di lusso prodotta dall'Audi dal 1912 al 1923. È stata la più grande vettura assemblata dall'Audi prima dello scoppio della prima guerra mondiale.

## Caratteristiche
Il modello montava un motore in linea a quattro cilindri ed a quattro tempi, da 5.720 cm³ di cilindrata. La potenza erogata era di 45 CV a 1.650 giri al minuto, mentre l'alesaggio e la corsa erano, rispettivamente, 110 mm e 150 mm. La distribuzione era del tipo IOE (detta anche con testata a F). La trasmissione, del tipo a cardano, si avvaleva di un cambio a quattro rapporti, e trasferiva il moto sulle ruote posteriori. 

Per quanto riguarda la meccanica telaistica, la vettura nasceva su un telaio a longheroni e traverse in acciaio stampato. Caratterizzato da misure di carreggiata anteriore e posteriore pari a 1.400 mm, tale telaio montava sospensioni ad assale rigido con molle a balestra ed un impianto frenante a ganascia che agiva sulle ruote posteriori (freno di stazionamento) e sull'albero di trasmissione. Le carrozzerie disponibili erano di tipo torpedo quattro posti e limousine a quattro porte.
La velocità massima raggiunta dal modello era di 105 km/h. Si trattò della più potente Audi prodotta fino a quel momento: essa venne prodotta anche negli anni successivi al conflitto e fino al 1923 e la sua eredità fu raccolta dalla Typ M, ancora più potente.